# U.S. Route 73
La U.S. Route 73 o Ruta Federal 73 (abreviada US 73) es una autopista federal ubicada en el estado de Nebraska. La autopista inicia en el Sur desde la I 70  en Bonner Springs, KS hacia el Norte en la US 75  cerca Dawson, NE. La autopista tiene una longitud de 180,2 km (112 mi).

## Mantenimiento
Al igual que las carreteras estatales, las carreteras interestatales, y el resto de rutas federales, la U.S. Route 73 es administrada y mantenida por el Departamento de Carreteras de Nebraska por sus siglas en inglés NDOR.

## Cruces
La U.S. Route 73 es atravesada principalmente por la  US 59  en Atchison, KS.